# Герб Візеу
Ге́рб Візе́у — офіційний символ міста Візеу, Португалія. Використовується як територіальний герб. У срібному щиті червоний замок із трьома баштами, із золотими воротами і вікнами. На лівій башті стоїть чоловік в чорному одязі і сурмить у золотий ріг. На правій башті — зелене дерево з чорним стовбуром, на якому висять золоті плоди. Щит увінчує срібна мурована міська корона з п'ятьма вежами.  Під щитом біла стрічка, на якій великими літерами напис португальською: «cidade de Viseu» (місто Візеу).  Офіційно затверджений 13 червня 1940 року.  Герб ілюструє середньовічну легенду: замок — це цитадель мавританського еміра, з якого сурмить леонський король Раміро II; він закликає вояків Візеу на поміч, які зачаїлися в засідці за деревами.

## Історія
До 1940 року Візеу використовувало герб, подібний до сучасного — срібний замок з трьома вежами в синьому щиті на березі річки; ліворуч замку — подорожній, що сурмить у ріг; праворуч — сосна.

## Легенда
З міським гербом Візеу пов'язана легенда про леонського короля Раміро II, яку наводить Алмейда Гарретт. Перебуваючи у землях маврів, король закохався у Захару, сестру мавританського еміра Албоазара. Почуття Раміро були настільки сильними, що забувши про свою законну дружину-королеву, він потайки викрав свої нову пасію із мавританського замку на березі річки Дору. У відповідь Албоазар викрав королеву, що сильно образило леонців. Бажаючи помститися, Раміро зібрав найкращих вояків із Візеу й прибув до замку Албоазара. Король сховав військо в сосновому бору, а сам, переодягнувшись подорожнім, увійшов до замку, де постав перед викраденою королевою. Користуючись відсутністю маврів, що були на полюванні, він відкрився дружині, але та, розлючена його зрадою, відкинула чоловіка. Під час їхньої бесіди з полювання повернувся Албоазар, який пізнав Раміро й ув'язнив його. Маври збиралися стратити короля, але погодилися виконати його останнє бажання — дати йому зіграти на розі. Раміро тричі засурмив у ріг і на цей сигнал із бору вийшло військо візеусців. Вони атакували замок, визволили короля й королеву, а всіх маврів, включно з еміром, пустили під меч.
Відповідно до легенди тлумачаться фігури герба Візеу. Зокрема, замок — це цитадель мавританського еміра; подорожній сурмач — король Раміро, а сосна — уособлення соснового бору, в якому ховалися вояки з Візеу.
Ця ж легенда лягла в основу герба Гайї.

## Галерея

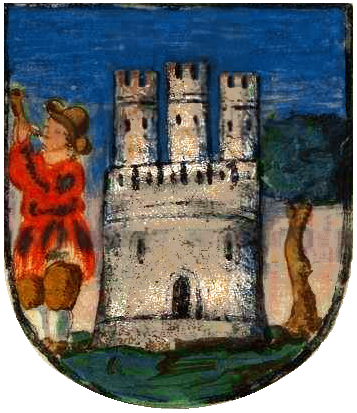
1675, «Thesouro de Nobreza»
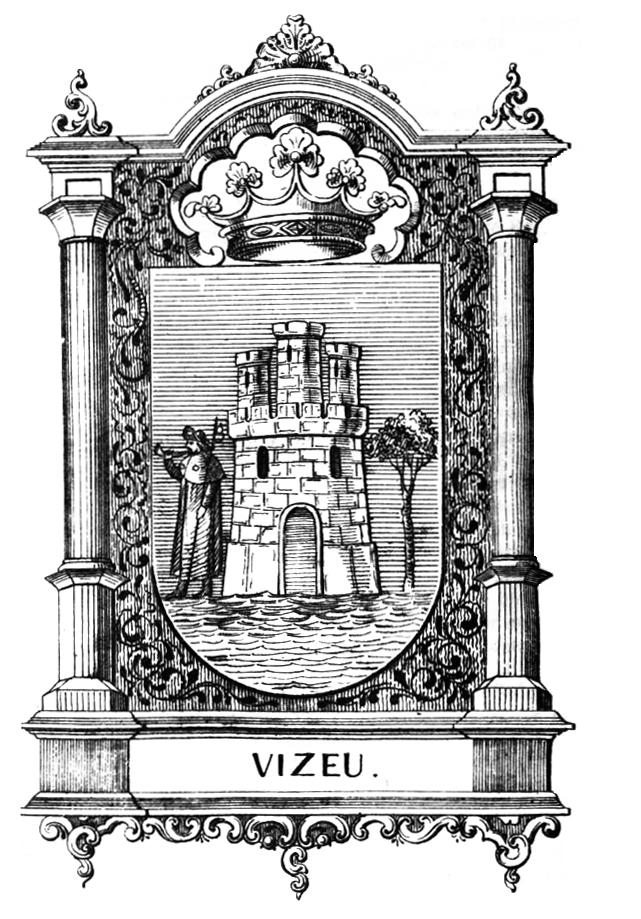
1862
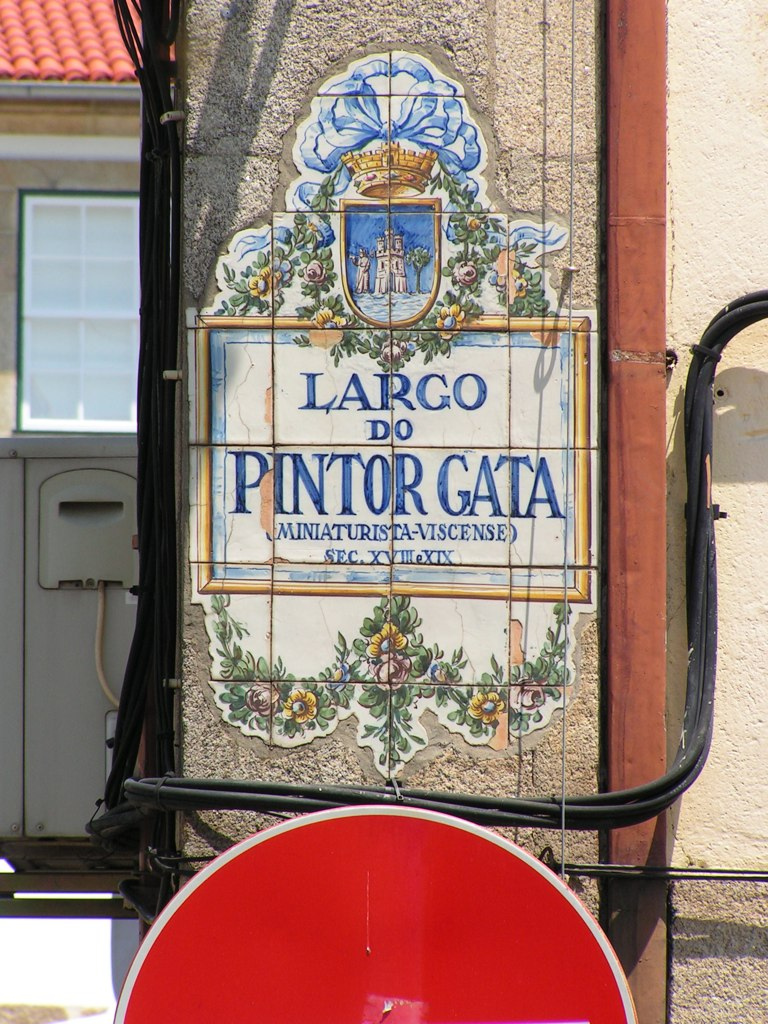
Старий герб
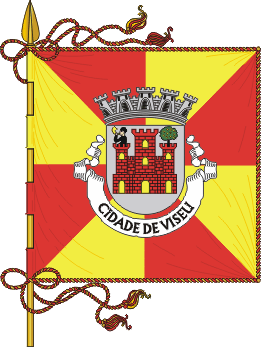
Прапор
Малий герб